# Okręg kolubarski
Okręg kolubarski (serb. Kolubarski okrug / Колубарски округ) – okręg w zachodniej Serbii, w regionie Serbia Centralna, nad rzeką Kolubara.

## Podział administracyjny
Okręg dzieli się na następujące jednostki:
- miasto Valjevo
- gmina Lajkovac
- gmina Ljig
- gmina Mionica
- gmina Osečina
- gmina Ub

## Demografia
- Serbowie 96,9% (186 177)
- Romowie 1,4% (2 557)